# Oier Luengo
Oier Luengo, né le 11 novembre 1997 à Amorebieta-Etxano, est un footballeur espagnol qui évolue au poste de défenseur central au Real Oviedo.

## Biographie

### Débuts et formation
Oier Luengo, né le 11 novembre 1997 à Amorebieta-Etxano, est un pur produit du centre de formation de la Sociedad Deportiva Amorebieta (SD Amorebieta)

### SD Amorebieta
18 juillet 2016, Oier Luengo intègre l'équipe première de la SD Amorebieta.
Il fait ses débuts pour son club formateur, le 30 octobre 2016, remplaçant Koldo Obieta (en), lors de la 11e journée de Segunda División B contre le CD Toledo (défaite 2-1).
Le 16 septembre 2017, lors de la 5e journée de Segunda División B contre le Real Sociedad B, Luengo inscrit son premier but avec la SD Amorebieta (défaite 3-2).

### Athletic Club B et prêt au SD Amorebieta
Le 13 juin 2018, Oier Luengo s'engage librement avec l'Athletic Club B, il paraphe un contrat allant jusqu'en 2020.
Il fait ses débuts pour l'Athletic Club B, le 25 aout 2018, lors de la 1ere journée de Segunda División B contre le CD Tudelano (victoire 2-0).
Le 13 juin 2018, Oier Luengo est prêté à la SD Amorebieta, son club formateur, pour une demi-saison.
Il fait ses débuts pour la SD Amorebieta, le 12 janvier 2019, lors de la 20e journée de Segunda División B contre le CD Calahorra (match nul 0-0).
Le 5 mai 2019, lors de la 36e journée de Segunda División B contre le Barakaldo CF, Luengo inscrit son premier but de la saison avec la SD Amorebieta (défaite 4-3).
Le 30 juin 2019, il réintègre l'Athletic Club B.
Le 5 octobre 2019, lors de la 7e journée de Segunda División B contre l'Arenas Club, Luengo inscrit son premier but de la saison avec l'Athletic Club B (victoire 2-1).
Le 29 juin 2020, Luengo prolonge d'une saison avec l'Athletic Club B.
Le 14 juin 2021, l'Athletic Club B annonce le départ d'Oier Luengo, il accumulera un total de 48 matchs, 3 buts et 1 passe décisive sous les couleurs du club Basque,.

### Retour une troisième fois au SD Amorebieta
Le 8 juillet 2021, Oier Luengo s'engage librement avec la SD Amorebieta.
Il fait ses débuts pour la SD Amorebieta, le 14 aout 2021, lors de la 1ere journée de LaLiga2 contre le Girona FC (défaite 2-0).

### Real Oviedo
Le 4 juillet 2022, Oier Luengo s'engage librement avec le Real Oviedo, il paraphe un contrat de deux saisons soit jusqu'en 2024.
Il fait ses débuts pour le Real Oviedo, le 21 aout 2022, remplaçant Alonso Aceves (en), lors de la 2e journée de LaLiga2 contre le CD Leganés (victoire 1-0).
Le 22 décembre 2022, lors de la 2e tour de la Coupe du Roi contre le FC Granada, Luengo inscrit son premier but de la saison avec le Real Oviedo (victoire 1-0).
Le 1er octobre 2024, Oier Luengo prolonge avec le Real Oviedo, il paraphe un contrat de trois saisons soit jusqu'en 2027.
Le 21 juin 2025, lors du match retour de la final de play-off d'ascension en Liga contre le CD Mirandés, après une défaite 1-0 au match aller, le Real Oviedo l'emporte 3-1 après prolongation et monte donc en première division espagnole,.